# Rodolphe Dussaux
Rodolphe Dussaux, né le 10 juin 1906 à Rouen et mort le 13 avril 1987 à Bois-Guillaume, est un architecte français.

## Biographie
En 1928, il réalise la couverture de la revue L'Architecture et la Construction dans l'Ouest.
Il se marie en 1932 avec Christiane Grancher, les témoins étant Louis Née et Victorien Lelong.
Élève de l'atelier Debat-Ponsan, l'École nationale supérieure des beaux-arts de Paris lui décerne en 1935 le titre d'architecte DPLG.
Il est le père de Jean-Pierre Dussaux, né en 1936, qui devient architecte, auteur du palais des Congrès.
En 1943, à son retour de captivité, son cabinet est transféré 2 place des Chartreux au Petit-Quevilly.
Il est domicilié au no 34 rue Jean-Macé au Petit-Quevilly puis au no 104 rue Jeanne-d'Arc à Rouen.

## Réalisations
- Préfecture de la Seine-Maritime (actuel Hôtel du Département de Seine-Maritime), quai Jean-Moulin à Rouen - 1957-1965 (en collaboration avec Henri Bahrmann[5] et Raoul Leroy)[6]
- Tour des archives à Rouen (avec Henri Bahrmann et Raoul Leroy)
- Conservatoire à rayonnement régional de Rouen[7]